# Assedio di Atene (1687)
L'assedio di Atene avvenne durante la prima guerra di Morea tra la Repubblica di Venezia e l'Impero Ottomano.

## Premessa
In seguito alla guerra tra l'Austria e l'Impero Ottomano la Repubblica di Venezia colse l'occasione per cercare di riprendersi i territori persi durante le guerre precedenti. Capitano Generale da Mar venne nominato Francesco Morosini, mentre per comandare i Fanti da Mar venne richiamato dalla Germania Nicolò, conte di Strassoldo.
Il 21 luglio 1684 l'assedio di Santa Maura fu la battaglia di apertura della sesta guerra tra la Serenissima e l'Impero Ottomano dove il Morosini avanzava velocemente nella Morea espugnando l'11 agosto (dopo un assedio di 49 giorni) il porto di Corone, già antico strategico possedimento veneziano con la vicina Modone ( con la quale era nota come "occhi di Venezia").  I successi militari erano inarrestabili: Navarino capitolò il 17 giugno, mentre Modone cadde il 7 luglio in seguito ad un breve ma efficace bombardamento via mare che distrusse le mura della fortezza; ottenuti tali successi, i veneziani poterono così avanzare verso Argo e soprattutto verso Nauplia, che era la più importante città della Morea.  In breve tempo riuscirono a prendere Patrasso, i castelli di Morea e Rumelia e la fortezza di Lepanto senza colpo ferire.  Fu così che il 21 settembre 1687 i Veneziani sbarcarono ad Eleusi, mentre la flotta entrò nel porto del Pireo.

## Assedio
I Turchi assistettero impotenti al dispiego delle navi veneziane nel Pireo e si richiusero nella "fortezza" conosciuta oggi come Acropoli. I Veneziani incominciano l'assedio della città difesa da circa 300 ottomani. Le palle di cannone colpiscono il lato ovest dell'Acropoli dopodiché vengono sparate le palle a parabola discendenti per colpire i soldati avversari. I veneziani hanno 4 mortai da 500 libbre ciascuna. Il comandante veneziano Antonio Muttoni conte di San Felice viene accusato di sparare troppo in alto sicché un tenente delle truppe mercenarie tedesche punta i mortai verso il Partenone (su cui i Turchi avevano costruito un minareto) finché fa centro sulla polveriera facendo esplodere le munizioni e danneggiando gravemente il tempio.
Dopo tre giorni i turchi si arresero ed i Veneziani presero possesso della città di Atene. Morosini lascia il comando della città a Tommaso Pompei mentre riparte per altre battaglie.

## Conseguenze
Il dominio veneziano su Atene dura 6 mesi, anche Morosini si rese conto che era indifendibile da un attacco ottomano. I Veneziani lasciarono la città e portarono in patria diversi bottini di guerra tra cui i Leoni del Pireo che sono all'ingresso dell'Arsenale. Alla fine della guerra la pace di Carlowitz sancì la consegna del Peloponneso (Morea) alla Repubblica di Venezia.